# Ненинка
Ненинка — село в Солтонском районе Алтайского края. Административный центр Ненинского сельсовета.

## География
Расположено в 180 км к юго-востоку от Барнаула. До ближайшей железнодорожной станции Бийск 83 км.

## История
Основано в 1815 г. В 1928 году село Ненинка (право-бережная) состояло из 514 хозяйств, основное население — русские. В административном отношении являлось центром Ненинского сельсовета Новиковского района Бийского округаСибирского края.

## Население
| 1926  | 1997  | 1998  | 1999  | 2000  | 2001  |
| ----- | ----- | ----- | ----- | ----- | ----- |
| 2543  | ↘1274 | ↗1287 | ↘1276 | ↘1260 | ↘1249 |
| 2002  | 2003  | 2004  | 2005  | 2006  | 2007  |
| ↘1242 | ↘1214 | ↘1174 | ↗1198 | ↘1140 | ↘1055 |
| 2008  | 2009  | 2010  | 2011  | 2012  | 2013  |
| ↘1003 | ↘960  | ↗964  | ↘961  | ↘953  | ↘933  |

Национальный состав
Согласно результатам переписи 2002 года, в национальной структуре населения русские составляли 93 %.

## Известные люди
- Лайс, Александр Викторович — Герой РФ (посмертно)(2002). Жил, учился и похоронен в Ненинке. Именем Героя названа школа.